# VfR Frankenthal
Der Verein für Rasenspiele 1900 Frankenthal e. V. (kurz: VfR Frankenthal) ist ein Fußballverein aus dem vorderpfälzischen Frankenthal. Nach mehreren Jahrzehnten im hochklassigen Amateurfußball spielt der VfR nach dem Gewinn des Meistertitels in der Bezirksliga Vorderpfalz gegenwärtig (Oktober 2021) in der Bezirksliga Vorderpfalz Gruppe Nord des Südwestdeutschen Fußballverbands.

## Geschichte
Der heutige VfR Frankenthal entstand 1937 durch Fusion der Frankenthaler Vereine FV Kickers 1914 und FV 1900/02. Letzterer war wiederum das Produkt der Fusion des FV Palatia 1902 mit dem VfB 1900, der am 22. Juni 1900 als FC 1900 Frankenthal gegründet worden war. Alle Vorgängervereine des VfR spielten im überregionalen Fußball keine Rolle.
Die erfolgreiche Zeit des VfR Frankenthal begann 1939 mit dem Aufstieg in die Gauliga Südwest, Staffel Saarpfalz, die zwei Jahre später in der Gauliga Westmark aufging. Die beste Platzierung des VfR bis zur kriegsbedingten Einstellung des Spielbetriebs nach der Saison 1943/44 war der dritte Rang (1940 und 1944).
Nach Kriegsende brauchte der VfR einige Jahre, um wieder nach oben zu finden. In der ersten kurzen Oberligasaison 1946 gelang zwar eine gute Platzierung, doch nach dem Abbruch der Herbstserie 1946/47 konnte sich der VfR für den Neustart im Januar 1947 nicht qualifizieren; viereinhalb Jahre lang verblieb er im Mittelfeld der Amateurligatabelle. In der Saison 1951/52, Frankenthals zweitem Oberligajahr, gelang zunächst der Klassenverbleib. Mit einem sensationellen 1:0-Sieg beim 1. FC Kaiserslautern am letzten Spieltag verdarben die Vorderpfälzer sogar dem amtierenden deutschen Meister die erneute Teilnahme an der Meisterschafts-Endrunde. Kurz nach Beginn der Oberligasaison 1952/53 wurde jedoch ein Bestechungsversuch aus der vorausgegangenen Spielzeit nachgewiesen, so dass der VfR nach einem absolvierten Spiel (3:4 gegen den VfR Kaiserslautern) aus der Liga ausgeschlossen und durch Hassia Bingen, den Vorjahres-Dritten der 2. Liga Südwest, ersetzt wurde.
Bereits zur Saison 1953/54 war die Elf aus dem „Stadion am Kanal“ wieder oben, und diesmal blieb sie es bis 1961. Zum Saisonauftakt am 8. August 1953 bezwang der Aufsteiger VfR Frankenthal den amtierenden Deutschen Meister 1. FC Kaiserslautern im heimischen Ostparkstadion mit 4:2. Geschätzte 16000 Zuschauer wohnten diesem größten Spiel der Vereinsgeschichte bei. Auf Seiten der Kaiserslauterer Mannschaft waren die späteren Weltmeister Horst Eckel, Werner Liebrich, Werner Kohlmeyer und Ottmar Walter aufgeboten, für den VfR spielten unter anderen Walter Blech, Wilfried Gaa, Manfred Gräfenstein, Kurt Islinger, Günter Jansen, Franz Löffler und Erich Rendler. Fritz Walter war verletzt und zum Zuschauen verurteilt; im Stadion weilte auch der Bundestrainer Josef Herberger.
1957 fehlten dem VfR Frankenthal nur zwei Punkte zum zweiten Platz, der zur Teilnahme an der Meisterschafts-Endrunde berechtigt hätte. Ansonsten mussten die Frankenthaler sich immer mit einem Platz in der Tabellenmitte zufriedengeben. 1961 stiegen sie erneut ab, 1962 wieder auf.
Mit der Einführung der Bundesliga wurde der VfR 1963 in die neu gegründete Regionalliga Südwest eingeteilt. Hier spielten die Frankenthaler meist gegen den Abstieg, den sie 1969 nicht mehr verhindern konnten. Zwar gelang dem in der Amateurliga unter dem Namen VfR Pegulan Frankenthal antretenden Verein die sofortige Meisterschaft und damit der Wiederaufstieg, aber nach zwei Jahren ging es wieder zurück in die Amateurliga, diesmal endgültig. 1978 wurde der VfR aus sportlichen Gründen nicht in die Amateur-Oberliga übernommen. Seitdem ist er aus dem höherklassigen Amateurfußball verschwunden.

## Bekannte Spieler
- Paul Ehmann
- Alexander Esswein
- Rudi Fischer
- Christian Grimm
- Marco Haber
- Friedbert Hillesheim
- Willi Hölz
- Günter Jansen
- Ralf Konietzka
- Günter Oleknavicius
- Kurt Schreiner
- Dieter Schroth
- Selim Teber
- Friedel Trapp
- Karl Wanger
- Volkan Yaman[2]

- Heinz Siefert, geboren am 30. November 1922, kam als Torwart von Phönix Ludwigshafen zum VfR Frankenthal. Er war bei Phönix Ludwigshafen wegen seines Alters ausgemustert worden und kam 1955 zum VfR Frankenthal und spielte bei diesem noch ein paar Jahre. Er wurde beim VfR Frankenthal „Trainingsweltmeister“ genannt, weil er so eifrig trainierte. Zum Training fuhr er mit seinem Motorrad von seinem Wohnort Ludwigshafen-Friesenheim, wo er heute noch wohnt,  nach Frankenthal. Den Vertrag als Spieler beim VfR Frankenthal schloss er per Handschlag ab. Er war neben Heinz Kubsch (FK Pirmasens) einer der besten Torhüter in der Oberliga Südwest. Beruflich war er beim Werkschutz der BASF in Ludwigshafen tätig. Nach Ende seiner Karriere als Torwart trainierte er die Handballmannschaft des VfR Frankenthal und des TV Hochdorf.
- Manfred Rößler, geboren am 30. August 1939, war der Nachfolger von Heinz Siefert im Tor des VfR Frankenthal. Er ging aus der Jugend des VfR Frankenthal hervor. Obwohl ihm Angebote von Bundesligavereinen vorlagen, bei ihnen zu spielen, blieb er bis zum Ende seiner Karriere als Fußballer dem VfR Frankenthal treu. Beschäftigt war er bei den Stadtwerken Frankenthal und wohnt heute noch in dieser Stadt.

## Trainer
- Paul Oßwald (1938–1941)
- Fritz Teufel (frühe fünfziger Jahre)
- Fritz Pölsterl (1953–1955)
- Fritz Pliska (1955–1957)
- NN, Donndorf
- Fritz Teufel (1960–1961)
- Hans Pilz (1960–1961)
- Heinz Krausser (1962–1963)
- Fred Schreiber (1963–1965)
- Hans Pilz (1965–1967)
- Kurt Sommerlatt (1968–1969)
- Ratzel (1972–73)
- Richard Klauß (1976–1978)
- Heinz Wilhelmi (1980–1984, Spielertrainer)